# Sunne, Ovikens och Hallens tingslag
Sunne, Ovikens och Hallens tingslag var ett tingslag i Jämtlands län.  Tingslaget omfattade Jämtlands södra, centrala del, i huvudsak mellan Storsjön och gränsen till Härjedalen. 1932 hade tingslaget 11 219 invånare på en yta av 2 732 km².
Sunne, Ovikens och Hallens tingslag bildades 25 augusti 1916, genom en sammanslagning mellan de tidigare tingslagen Sunne tingslag, Ovikens tingslag och Hallens tingslag. År 1940 överfördes verksamheten till den då bildade Jämtlands västra domsagas tingslag.
Tingslaget ingick i Jämtlands västra domsaga.

## Socknar
Sunne, Ovikens och Hallens tingslag omfattade sju socknar. 
Hörde före 1916 till Sunne tingslag
- Frösö socken
- Sunne socken

Hörde före 1916 till Ovikens tingslag
- Myssjö socken
- Ovikens socken

Hörde före 1916 till Hallens tingslag
- Hallens socken
- Marby socken
- Norderö socken